# Ерік Берн
Е́рік Ленна́рд Берн (англ. Eric Lennard Berne; 10 травня 1910, Монреаль, Канада — 15 липня 1970, Монтерей, Сполучені Штати Америки) — американський психолог і психіатр. Відомий, перш за все, як розробник транзакційного аналізу. Під час вивчення психоаналізу, Берн зосередив свою увагу на «транзакціях» (від англ. transaction — угода), які лежать в основі міжособистісних відносин. Деякі види транзакцій, які мають у собі приховану мету, він назвав іграми. Берн розглядав три его-стани: Дорослий, Батько і Дитина (які не є фрейдівськими Я, Над-Я і Воно). Вступаючи в контакт із довкіллям, людина, на думку Берна, завжди знаходиться в одному з цих станів.

## Біографія

### Ранні роки
Народився 10 травня 1910 року як Леонард Бернштейн. Його батьками були: Давид Хілель Бернштейн, доктор медицини, лікар загальної практики, і Сара Гордон Бернштейн, професійна письменниця та редактор. Його єдина сестра, Грейс, народилася на п'ять років пізніше. Батьки іммігрували до Канади з Польщі та Росії. Обоє батьків закінчували Університет Макгілла в Монреалі. Ерік був близький зі своїм батьком і тепло відгукувався про ті часи, коли він, ще малий, супроводжував свого батька на різних медичних конференціях та у справах. Ерік часто розповідав різні історії про їхні спільні подорожі.
Батько помер від туберкульозу у віці 38 років, а мати заробляла на життя для себе і двох своїх дітей. Вона хотіла, щоб Ерік пішов по стопах батька і вивчав медицину в Монреалі. Він таки послухав матір, і отримав ступінь доктор медицини і магістр хірургії (M.D.C.M.) в Університеті Макгілла в 1935 році, отримавши високі оцінки і нагороди від медичного факультету.

### Передвоєнні роки
Ерік приїхав до Сполучених Штатів Америки у 1935 році, коли почав свою практику в Інглвуді в Нью-Джерсі. Після завершення року резидентури в 1936 році, він вступив до клінічної ординатури в психіатричній клініці Єльського університету медицини, де він працював упродовж двох років. Приблизно у 1938-1939 роках, Берн став американським громадянином і скоротив своє ім'я від Ерік Леннард Бернштейн до Ерік Берн. Його першим призначенням після ординатури була посада клінічного асистента в психіатричній лікарні в Нью-Йорку. Він обіймав цю посаду до 1943 року, коли перейшов працювати в Медичний Корпус Армії. На додачу до своєї посади в Нью-Йорку, Берн створив приватну практику в Норволку, штат Коннектикут. Саме в Норволку він познайомився і одружився зі своєю першою дружиною Рут, з якою у нього було двоє дітей. Еллен Берн народилася в 1942 році, а Пітер Берн — у 1945-му. Ерік і Рут одружилися 24 жовтня 1942 року, майже через 4 місяці після народження дочки Еллен. У 1941 році він почав вивчати психоаналіз в Нью-Йоркському психоаналітичному інституті разом із Полом Федерном.

### Період Другої світової війни
Під час Другої світової війни був значний попит на армійських психіатрів. Ерік Берн служив психіатром у 1943—1946 роках у Медичному Корпусі Армії, починаючи службу як лейтенант і дослужившись до майора. Упродовж наступних двох років він займався груповою терапією в психіатричних відділеннях Бушнельського головного госпіталю в Бригем-Сіті. Ерік був звільнений з армії в 1946 році, приблизно в той же час розлучившись з Рут. Після розлучення вирішив переїхати в Кармель, штат Каліфорнія, там він знову закохався. Його колишня дружина Рут і двоє дітей Еллен і Пітер залишилися в Вестпорті, штат Коннектикут. У 1946—47 роках він закінчив писати книгу «Психіка в дії» (The Mind in Action) і підписав контракт на видання цієї книги із видавцями Саймон і Шустер в Нью-Йорку. У тому ж році він відновив свою психоаналітичну підготовку, яку почав в Нью-Йорку до війни. У 1947 році почав працювати з Еріком Еріксоном; їхні робочі стосунки тривали протягом двох років.

### Сімейне життя в Каліфорнії
Незабаром після початку аналізу з Еріком Еріксоном, Ерік Берн зустрів молоду жінку — Дороті де Мас Вей. Берн миттєво закохався в неї, але Еріксон сказав, що він може одружитися лише після закінчення дидактичного аналізу, який той проводив Берну. Він завершив свій аналіз в 1949 році і одружився вдруге — із Дороті. Вона народила у шлюбі із Еріком трьох дітей, проте одна дитина померла і у них залишилося два сина: Рікі та Террі. Ерік Берн любив бути батьком. Проте, його творчість завжди була важливою для нього. Він мав ізольоване приміщення, побудоване в дальньому кінці його великого саду, подалі від дітей та інших людей. Там він написав велику кількість своїх письмових робіт у період з 1949 по 1964 роки, коли він і Дороті розлучилися, залишившись друзями. Ерік час від часу спілкувався зі своєю першою дружиною Рут і забирав своїх двох дітей Еллен і Пітера кожного літа, для того щоб провести 2 тижні разом, у його будинку в Кармель.
Цей період життя Еріка Берна був доволі напруженим: дослідження, викладацька робота та клінічна практика поглинули його повністю. У 1949 році він був прийнятий як науковий співробітник в Американську психіатричну асоціацію. У 1950 році його призначили помічником психіатра в психіатричну лікарню Сан-Франциско, і, одночасно, він служив консультантом головного лікаря армії США. Тоді, в 1951 році, він прийняв посаду ад'юнкта і психіатра в адміністрації ветеранів і клініці психічної гігієни Сан-Франциско. Ці три призначення були додатком до його приватної практики в Кармель і Сан-Франциско.

### Розрив з психоаналізом і створення транзакційного аналізу
Ймовірно, початок транзакційного аналізу міститься в перших п'яти з шести статей про інтуїцію, які Берн писав починаючи з 1949 року. Уже в цей ранній період, коли він ще працював над тим, щоб отримати статус психоаналітика, він насмілювався кинути виклик фрейдівській концепції несвідомого. Коли в 1941 році він почав навчання в Нью-Йорку в Психоаналітичному інституті з Полом Федерном, і пізніше, коли відновив навчання в Сан-Франциско. Ерік Берн, очевидно, вважав, що стати психоаналітиком дуже важливо. Однак, врешті-решт, коли було отримано бажане — освіта; його заявка в 1956 році на те, щоб стати психоаналітиком, була відхилена через те, що він не був готовий, але, можливо, що ще після 3 або 4 років власного психоаналізу його таки приймуть. Для Еріка ця відмова стала пусковим механізмом, який запустив давні амбіції, додати щось нове до психоаналізу. Берн приступив до роботи, вирішивши розробити новий підхід до психотерапії. На початку 1956 року він написав дві основні роботи на основі матеріалу з лікарні Сан-Франциско і психоневрологічної клініки Ленглі Портер: «Інтуїція V: Его Зображення» і  «Его-стани, в психотерапії»(«Ego States in Psychotherapy»)  та за допомогою відповідних посилань на П. Федерна, Е. Канна і Х. Зільберера. У першій статті Берн розповів, як прийшов до концепції его-станів, і де отримав ідею поділу на  «дорослого» і «дитину». У наступній статті він розробив тристоронню схему, яку використовують і сьогодні (Батько, Дорослий і Дитина), ввів метод «трьох  кіл», який за допомогою діаграм зображував ескіз контамінації і назвав теорію «структурний аналіз» або «новий психотерапевтичний підхід.» Третя стаття під назвою «Транзакційний аналіз: новий і ефективний метод групової терапії» була написана через кілька місяців і представлена на Західних регіональних зборах Американської асоціації групової психотерапії в Лос-Анджелесі в 1957 році. Після публікації цієї статті в 1958 році у випуску Американського журналу психотерапії, транзакційний аналіз — назва нового методу діагностики і лікування Берна — став невід'ємною частиною психотерапевтичної літератури. Згодом, в 1964 році, Берн видав книгу «Ігри, у які грають люди», де він розкрив значення «гри» у транзакційному аналізі.

### Останні роки
Роки з 1964 по 1970 були неспокійними для Берна. Після другого розлучення його особисте життя стало хаотичним, він довго шукав іншу партнерку. Невдачі призводили до того, що він багато працював та писав, аж поки не одружився із Торрі Петерсон. На початку 1970 року він знову розлучився. У червні 1970 року Берн постраждав від першого з двох інфарктів. За кілька тижнів до першого серцевого нападу, 10 травня, у свій шістдесятий день народження, Берн сказав своїм друзям, що він добре почуває себе. Проте, 26 червня, він страждав через гострий біль у грудях і спині, який, як виявилося, спричинив серцевий напад. Був госпіталізований і почав проходити реабілітацію, але через три тижні зазнав ще одного серцевого нападу, цього разу надто сильного.
Ерік помер 15 липня 1970 року і був похований на кладовищі Ель Кармело в Пасифік-Гроув, Каліфорнія. 

## Транзакційний аналіз
Транзакційний аналіз (був розроблений Еріком Берном) — це система, в основі якої лежить уявлення про свідомість людини як сукупність трьох станів «Я»:
- Батько;
- Дорослий;
- Дитина.

Згідно з Е. Берном, усі ці три стани особистості формуються в процесі спілкування, і людина набуває їх незалежно від свого бажання. Найпростіший процес спілкування — це обмін однієї транзакцією, він відбувається за схемою: «Стимул» співрозмовника № 1 викликає «реакцію» співрозмовника № 2, який, в свою чергу, направляє «стимул» співрозмовнику № 1, — тобто майже завжди «стимул» одного стає поштовхом для «реакції» іншого. Подальший розвиток розмови залежить від поточного его-стану особистості, який використовується в транзакціях та їх комбінаціях.

## Книги автора англійською мовою
- The Mind in Action. — 1947.
- Layman's Guide to Psychiatry and Psychoanalysis. — 1957 (перероблене і доповнене видання книги «The Mind in Action»).
- Transactional Analysis in Psychotherapy. — 1961.
- Structure and Dynamics of Organizations and Groups. — 1963.
- Games People Play. — Grove Press, 1964.
- Principles of Group Treatment. — 1966.
- The Happy Valley. — 1968.
- Sex in Human Loving. — 1970.
- What Do You Say After You Say Hello. — NY Times Book Review, 1972.
- Beyond Games and Scripts. — 1976.
- Intuition and Ego States: The Origins of Transactional Analysis: A Series of Papers. — 1977.

## Переклади книг автора, українською мовою
- Ігри, у які грають люди = Games People Play / пер. з англ. К. Меньшикової. — Харків : Книжковий Клуб «Клуб Сімейного Дозвілля», 2016. — 256 с. : іл. — ISBN 978-617-12-0454-6.
- Що ти кажеш після привітання? Психологія людської долі = What do You Say After You Say Hello: The Psychology of Human Destiny / пер. з англ. Р. В. Клочка. — Харків : Книжковий Клуб «Клуб Сімейного Дозвілля», 2018. — 432 с. : іл. — ISBN 978-617-12-5134-2.
- Секс у людському коханні. Ігри, в які грають у ліжку = Sex in Human Loving / пер. з англ. О. В. Стукала. — Харків : Книжковий Клуб «Клуб Сімейного Дозвілля», 2021. — 256 с. : іл. — ISBN 978-617-12-8337-4.